# Yellow journalism
Yellow journalism (pol. „żółte dziennikarstwo”) – w dziennikarstwie, pejoratywne określenie odnoszące się do praktyk lub tendencji w mediach masowych, które według standardów fachowego dziennikarstwa uznane są za nieprofesjonalne i szkodliwe dla ogólnych zasad dziennikarstwa. Termin ten zwyczajowo odnosi się do sensacjonalizmu w przekazywaniu wiadomości, które powierzchownie upodabnia się do fachowego dziennikarstwa.

## Terminy pokrewne
Spokrewnione z niniejszym jest określenie infotainment. Zostało ono stworzone w odniesieniu do przekazywania wiadomości w taki sposób, który zaciera i zlewa w jedno dziennikarstwo i entertainment (pol. „rozrywka, widowisko”) w taki sposób, który krytycy uznają za pomniejszający wartość przekazywanych informacji i profesjonalizm dziennikarskich doniesień i relacji.
Z kolei termin przychylność mediów (ang. media bias) związany jest z określeniem stosowanym w retoryce politycznej dla zobrazowania widocznej politycznej przychylności mediów. Jego potoczne znaczenie wywodzi się z publicystycznych talk-show, w których osoby prowadzące, moderatorzy, nakierowują dyskusję na sprawy polityczne, odsuwając na bok profesjonalne dziennikarstwo związane z przekazywaniem obiektywnych faktów.
Żółte dziennikarstwo wniosło werwę, gonienie za wiadomością, wyeksponowało osobowości, spowodowało nowy układ artykułów oraz rozpowszechniło kolorowy druk.

## Żółta prasa

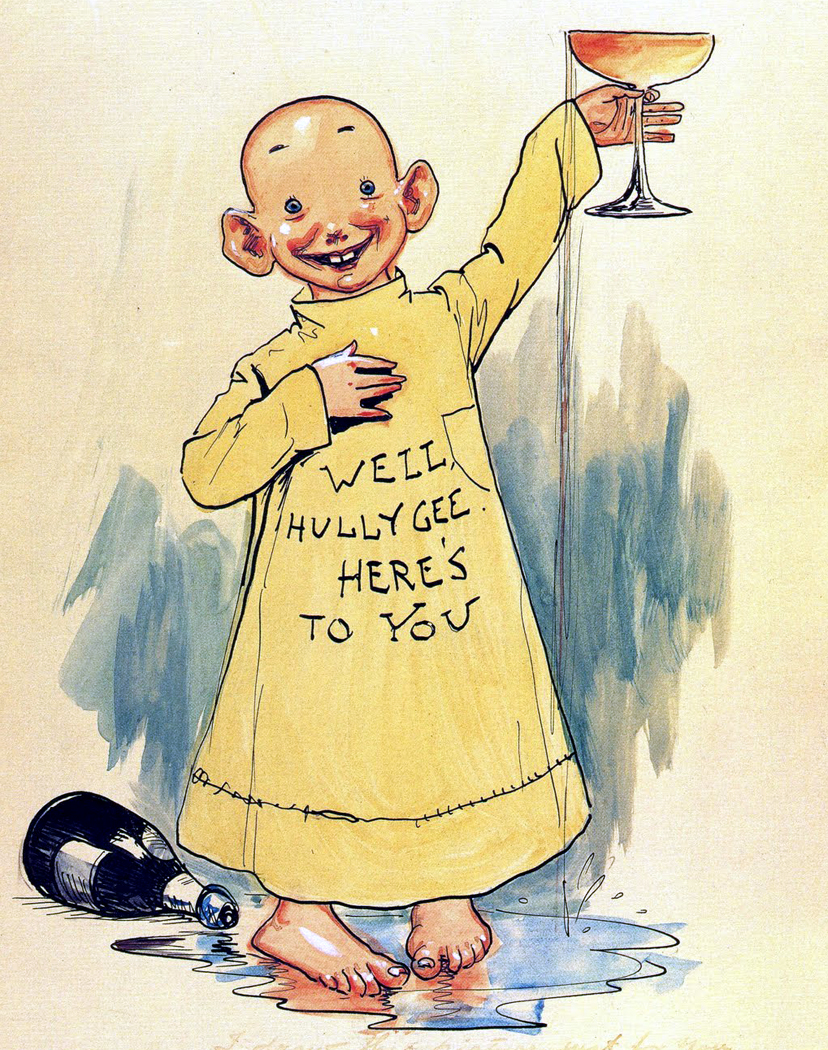
The Yellow Kid

Żółte dziennikarstwo zawdzięcza swoją nazwę (a właściwie swój kolor) tzw. żółtej prasie. Ta z kolei wywodzi swą etymologię z żółtego paska komiksowego, związanego z postacią The Yellow Kid (pol. „Żółty Dzieciak”), który pojawiał się na łamach pierwszych gazet żółtej prasy: „New York World” Josepha Pulitzera i „New York Journal” (od 1901 roku „New York American”) Williama Randolpha Hearsta. Wielu historyków prasy uważa, że termin ukuł jako pierwszy Erwin Wardman, redaktor „New York Press”, przypuszczalnie w 1896 roku.
Sensacyjne, skandalizujące „historie z życia” publikowane na łamach żółtej prasy zwiększyły znacząco jej nakład i poczytność w ciągu XIX w., szczególnie w Stanach Zjednoczonych. Prekursorzy żółtego dziennikarstwa, tacy właśnie jak Pulitzer i Hearst, poprzez sensacyjne relacje na temat morderstw, krwawych wypadków i tym podobne, starali się zaspokoić rosnącą – ich zdaniem – potrzebę zabawienia „zwykłych ludzi” i odciągnięcia ich od suchych, odartych z emocji reportaży politycznych.